# Blue Book (revistă)
a nu se confunda cu Proiectul Blue Book
Blue Book a fost o revistă americană populară în secolul al XX-lea cu o durată de apariție de peste 70 de ani din 1905 până în 1975.
Prima revistă Blue Book conținea scrieri ale autorilor de science-fiction George Allan England și William Hope Hodgson, precum și seria Freelances in Diplomacy (1910) de Clarence New. Rider Haggard a mai publicat lucrări în revistă.
În anii 1920 în Blue Book au publicat popularii autori Edgar Rice Burroughs și Agatha Christie.

## Vezi și
- Listă de reviste de literatură de consum